# Joe Alaskey
Joe Alaskey (Troy, New York, 1952. április 17. – Green Island, New York, 2016. február 3.) Daytime Emmy-díjas amerikai szinkronszínész.

## Pályafutása
A stand-up comedy elismert művelője volt. Kiváló mimikai képességének köszönhetően a klasszikus Warner Brothers rajzfilmfigurák (Tapsi Hapsi, Dodó kacsa, Cucu malac, Elmer Fudd, Rissz-Rossz Sam, Szilveszter, Csőrike, Bóbita kakas, Pepe lö Pici, Wile E. prérifarkas, Marvin marslakó és Speedy Gonzales) gyakori hangja volt. Azóta ezeket a szerepeket színésztársa, Jeff Bergman viszi tovább.
Főbb Bolondos Dallamok szerepei
- Pöttöm kalandok - Vagány kacsa (Szűcs Sándor)
- Szilveszter és Csőrike – Szilveszter (Hankó Attila/Koroknay Géza), Csőrike (Radó Denise/Kiss Erika)
- Bolondos dallamok: Újra bevetésen – Tapsi Hapsi (Bor Zoltán), Dodó kacsa (Balázs Péter)
- Szuperdod – Dodó kacsa (Balázs Péter), Marvin a marslakó (Király Attila)